# Sandkopf
Sandkopf – szczyt w grupie Goldberggruppe, w Wysokich Taurach we Wschodnich Alpach. Leży w Austrii w kraju związkowym Karyntia.
Na szczyt można dostać się z miejscowości Heiligenblut. Przy dobrej widoczności ze szczytu można zobaczyć między innymi Grossglocknera, Hoher Sonnblick oraz Schobergruppe.